# Rolling Hills (Kalifornia)
Rolling Hills város az USA Kalifornia államában, Los Angeles megyében. Lakosainak száma 1739 fő (2020. április 1.).

## Népesség
A település népességének változása:
| Lakosok száma | 1664 | 1860 | 1739 |
|               | 1960 | 2010 | 2020 |